# Promozione Friuli-Venezia Giulia 1982-1983
Nella stagione 1982-1983 la Promozione era il sesto livello del calcio italiano (il massimo livello regionale). Qui vi sono le statistiche relative al campionato in Friuli-Venezia Giulia.
Il campionato è strutturato in vari gironi all'italiana su base regionale, gestiti dai Comitati Regionali di competenza. Promozioni alla categoria superiore e retrocessioni in quella inferiore non erano sempre omogenee; erano quantificate all'inizio del campionato dal Comitato Regionale secondo le direttive stabilite dalla Lega Nazionale Dilettanti, ma flessibili, in relazione al numero delle società retrocesse dal Campionato Interregionale e perciò, a seconda delle varie situazioni regionali, la fine del campionato poteva avere degli spareggi sia di promozione che di retrocessione.

## Squadre partecipanti
| Squadra                 | Città (provincia)            | Stagione 1981-1982                        |
| ----------------------- | ---------------------------- | ----------------------------------------- |
| A.S. Azzanese           | Azzano Decimo (PN)           | 6º in Promozione                          |
| A.S. Centro del Mobile  | Brugnera (PN)                | 10º in Promozione                         |
| A.C. Cordenonese        | Cordenons (PN)               | 3º in Promozione                          |
| A.S. Cormonese          | Cormons (GO)                 | 11º in Promozione                         |
| G.S. Edile Adriatica    | Prosecco di Trieste          | 12º in Promozione                         |
| S.S. Fontanafredda      | Fontanafredda (PN)           | 5º in Promozione                          |
| U.S. Isonzo             | Turriaco (GO)                | 1º in Prima Categoria, gir. B. Promosso   |
| A.S. Lucinico           | Lucinico di Gorizia          | 2º in Prima Categoria, gir. B. Promosso   |
| U.S. Orcenico Sanvitese | San Vito al Tagliamento (PN) | 9º in Promozione                          |
| U.S. Pasianese          | Pasian di Prato (UD)         | 1º in Prima Categoria, gir. A. Promosso   |
| C.S. Ponziana           | Trieste                      | 13º in Promozione                         |
| U.C. Pro Cervignano     | Cervignano del Friuli (UD)   | 2º in Promozione                          |
| A.C. Pro Tolmezzo       | Tolmezzo (UD)                | 16º in Interregionale, gir. C. Retrocessa |
| SPAL Cordovado          | Cordovado (PN)               | 8º in Promozione                          |
| U.S. Tarcentina         | Tarcento (UD)                | 7º in Promozione                          |
| U.S. Valnatisone        | San Pietro al Natisone (UD)  | 4º in Promozione                          |

## Classifica finale
|  | Pos. | Squadra            | Pt | G  | V  | N  | P  | GF | GS | DR  |
|  | ---- | ------------------ | -- | -- | -- | -- | -- | -- | -- | --- |
|  | 1.   | Pro Cervignano     | 44 | 30 | 17 | 10 | 3  | 45 | 13 | +32 |
|  | 2.   | Orcenico Sanvitese | 43 | 30 | 17 | 9  | 4  | 44 | 19 | +25 |
|  | 3.   | Lucinico           | 43 | 30 | 16 | 11 | 3  | 45 | 26 | +19 |
|  | 4.   | Pasianese          | 36 | 30 | 13 | 10 | 7  | 34 | 24 | +10 |
|  | 5.   | Fontanafredda      | 34 | 30 | 13 | 8  | 9  | 34 | 26 | +8  |
|  | 6.   | Cordenonese        | 31 | 30 | 10 | 11 | 9  | 35 | 32 | +3  |
|  | 7.   | SPAL Cordovado     | 30 | 30 | 9  | 12 | 9  | 30 | 30 | 0   |
|  | 8.   | Centro del Mobile  | 29 | 30 | 10 | 9  | 11 | 33 | 37 | -4  |
|  | 9.   | Azzanese           | 28 | 30 | 7  | 14 | 9  | 29 | 27 | +2  |
|  | 10.  | Cormonese          | 28 | 30 | 4  | 20 | 6  | 20 | 27 | -7  |
|  | 11.  | Edile Adriatica    | 27 | 30 | 9  | 9  | 12 | 29 | 31 | -2  |
|  | 12.  | Tarcentina         | 25 | 30 | 7  | 11 | 12 | 34 | 37 | -3  |
|  | 13.  | Valnatisone        | 25 | 30 | 7  | 11 | 12 | 17 | 27 | -10 |
|  | 14.  | Ponziana           | 22 | 30 | 7  | 8  | 15 | 30 | 45 | -15 |
|  | 15.  | Pro Tolmezzo       | 18 | 30 | 6  | 6  | 18 | 24 | 54 | -30 |
|  | 16.  | Isonzo Turriaco    | 17 | 30 | 4  | 9  | 17 | 21 | 49 | -28 |

- A causa della retrocessione di 3 squadre regionali dall'Interregionale quest'anno vi sono 4 retrocessioni invece delle solite 3. Per lo stesso motivo anche nella divisione sottostante, la Prima Categoria F.V.G., le retrocessioni sono 4 per ognuno dei 2 gironi.
- La Tarcentina si salva poiché, a parità negli scontri diretti con il Valnatisone (1-0 e 0-1), ha una migliore differenza reti.
- Confronti diretti fra squadre a pari punti:
  - Lucinico-O.Sanvitese 1-1 e 1-1, la Sanvitese ha una migliore differenza reti
  - Azzanese-Cormonese 0-0 e 0-0, l'Azzanese ha una migliore differenza reti

### Calendario
| andata     | 1ª giornata            | ritorno    |
| 19.09.1982 |                        | 16.01.1983 |
| 0-1        | Ponziana-Cormonese     | 0-0        |
| 1-2        | I.Turriaco-Cordenonese | 1-5        |
| 1-2        | Edile-Tarcentina       | 0-0        |
| 0-3        | P.Tolmezzo-O.Sanvitese | 0-2        |
| 0-1        | SPAL-P.Cervignano      | 0-2        |
| 0-1        | CentroMobile-Pasianese | 3-2        |
| 0-1        | Azzanese-Valnatisone   | 0-0        |
| 1-2        | Fontanafredda-Lucinico | 1-2        |

| andata     | 4ª giornata               | ritorno    |
| 10.10.1982 |                           | 06.02.1983 |
| 1-0        | Cordenonese-Fontanafredda | 0-1        |
| 1-1        | Pasianese-Azzanese        | 0-0        |
| 1-0        | Tarcentina-I.Turriaco     | 2-3        |
| 1-0        | Cormonese-P.Tolmezzo      | 2-0        |
| 1-3        | Valnatisone-Edile         | 1-0        |
| 4-2        | O.Sanvitese-CentroMobile  | 3-1        |
| 2-1        | Lucinico-SPAL             | 1-0        |
| 2-0        | P.Cervignano-Ponziana     | 1-2        |

| andata     | 7ª giornata               | ritorno    |
| 31.10.1982 |                           | 27.02.1983 |
| 2-1        | Ponziana-Cordenonese      | 1-1        |
| 0-3        | I.Turriaco-Pasianese      | 1-0        |
| 0-0        | Edile-O.Sanvitese         | 0-1        |
| 2-0        | P.Tolmezzo-Tarcentina     | 1-3        |
| 1-1        | SPAL-Cormonese            | 2-2        |
| 2-1        | CentroMobile-P.Cervignano | 0-3        |
| 2-2        | Azzanese-Lucinico         | 1-2        |
| 1-0        | Fontanafredda-Valnatisone | 0-0        |

| andata     | 10ª giornata            | ritorno    |
| 21.11.1982 |                         | 10.04.1983 |
| 0-0        | I.Turriaco-P.Tolmezzo   | 1-3        |
| 3-0        | Pasianese-Valnatisone   | 0-1        |
| 0-1        | Tarcentina-P.Cervignano | 1-1        |
| 1-1        | O.Sanvitese-Cormonese   | 0-0        |
| 1-0        | Lucinico-Cordenonese    | 1-1        |
| 0-0        | CentroMobile-Edile      | 1-1        |
| 2-1        | Azzanese-SPAL           | 0-1        |
| 2-1        | Fontanafredda-Ponziana  | 3-1        |

| andata     | 13ª giornata               | ritorno    |
| 12.12.1982 |                            | 08.05.1983 |
| 1-1        | I.Turriaco-SPAL            | 1-1        |
| 0-2        | Pasianese-P.Cervignano     | 1-1        |
| 1-1        | Cormonese-Cordenonese      | 1-4        |
| 0-1        | Valnatisone-Lucinico       | 0-1        |
| 1-1        | Edile-Ponziana             | 3-0        |
| 1-2        | P.Tolmezzo-Azzanese        | 0-4        |
| 2-0        | O.Sanvitese-Tarcentina     | 0-0        |
| 0-1        | CentroMobile-Fontanafredda | 1-0        |

| andata     | 2ª giornata             | ritorno    |
| 26.09.1982 |                         | 23.01.1983 |
| 0-0        | Cordenonese-SPAL        | 2-0        |
| 3-2        | Pasianese-Edile         | 0-1        |
| 2-0        | Tarcentina-Ponziana     | 0-1        |
| 1-4        | Cormonese-Fontanafredda | 0-0        |
| 0-0        | Valnatisone-I.Turriaco  | 1-1        |
| 1-0        | Lucinico-CentroMobile   | 0-1        |
| 4-0        | P.Cervignano-P.Tolmezzo | 4-1        |
| 3-2        | O.Sanvitese-Azzanese    | 2-1        |

| andata     | 5ª giornata              | ritorno    |
| 17.10.1982 |                          | 13.02.1983 |
| 1-2        | Ponziana-O.Sanvitese     | 0-4        |
| 0-3        | I.Turriaco-Lucinico      | 2-3        |
| 0-0        | Edile-P.Cervignano       | 0-2        |
| 0-0        | P.Tolmezzo-Valnatisone   | 0-2        |
| 1-0        | SPAL-Pasianese           | 2-2        |
| 4-1        | CentroMobile-Cordenonese | 3-1        |
| 0-0        | Azzanese-Cormonese       | 0-0        |
| 0-0        | Fontanafredda-Tarcentina | 3-0        |

| andata     | 8ª giornata                | ritorno    |
| 07.11.1982 |                            | 13.03.1983 |
| 3-1        | Cordenonese-Edile          | 0-0        |
| 1-0        | Pasianese-Ponziana         | 0-0        |
| 1-1        | Tarcentina-Azzanese        | 1-1        |
| 1-1        | Cormonese-I.Turriaco       | 1-1        |
| 1-1        | Valnatisone-CentroMobile   | 2-1        |
| 1-1        | O.Sanvitese-SPAL           | 0-0        |
| 3-0        | Lucinico-P.Tolmezzo        | 1-1        |
| 0-0        | P.Cervignano-Fontanafredda | 3-1        |

| andata     | 11ª giornata             | ritorno    |
| 28.11.1982 |                          | 17.04.1983 |
| 0-4        | Ponziana-SPAL            | 3-0        |
| 1-0        | I.Turriaco-CentroMobile  | 1-2        |
| 0-0        | Valnatisone-Cormonese    | 0-0        |
| 0-2        | P.Tolmezzo-Edile         | 2-1        |
| 0-1        | O.Sanvitese-Pasianese    | 1-2        |
| 1-0        | Lucinico-Tarcentina      | 4-4        |
| 0-0        | P.Cervignano-Cordenonese | 1-1        |
| 2-0        | Azzanese-Fontanafredda   | 1-1        |

| andata     | 14ª giornata             | ritorno    |
| 19.12.1982 |                          | 15.05.1983 |
| 0-1        | Cordenonese-Pasianese    | 0-1        |
| 1-2        | Ponziana-P.Tolmezzo      | 2-3        |
| 1-1        | Tarcentina-Cormonese     | 1-1        |
| 0-0        | SPAL-CentroMobile        | 0-1        |
| 1-1        | Lucinico-O.Sanvitese     | 1-1        |
| 3-0        | P.Cervignano-Valnatisone | 2-0        |
| 2-0        | Azzanese-I.Turriaco      | 1-2        |
| 2-0        | Fontanafredda-Edile      | 1-2        |

| andata     | 3ª giornata             | ritorno    |
| 03.10.1982 |                         | 30.01.1983 |
| 1-3        | Ponziana-Lucinico       | 3-2        |
| 0-1        | I.Turriaco-O.Sanvitese  | 0-2        |
| 2-1        | Edile-Cormonese         | 1-1        |
| 1-1        | P.Tolmezzo-Cordenonese  | 1-1        |
| 1-0        | SPAL-Valnatisone        | 1-1        |
| 2-0        | CentroMobile-Tarcentina | 0-6        |
| 1-1        | Azzanese-P.Cervignano   | 0-2        |
| 1-0        | Fontanafredda-Pasianese | 2-2        |

| andata     | 6ª giornata               | ritorno    |
| 24.10.1982 |                           | 20.02.1983 |
| 1-1        | Cordenonese-Azzanese      | 1-0        |
| 1-0        | Pasianese-P.Tolmezzo      | 2-1        |
| 1-2        | Tarcentina-SPAL           | 1-1        |
| 1-0        | Cormonese-CentroMobile    | 1-1        |
| 3-2        | Valnatisone-Ponziana      | 0-0        |
| 1-0        | O.Sanvitese-Fontanafredda | 0-0        |
| 3-2        | Lucinico-Edile            | 1-2        |
| 2-0        | P.Cervignano-I.Turriaco   | 2-0        |

| andata     | 9ª giornata             | ritorno    |
| 14.11.1982 |                         | 20.03.1983 |
| 1-2        | Cordenonese-Tarcentina  | 2-1        |
| 2-0        | Ponziana-Azzanese       | 0-2        |
| 1-1        | Cormonese-Pasianese     | 0-2        |
| 0-1        | Valnatisone-O.Sanvitese | 1-2        |
| 3-2        | Edile-I.Turriaco        | 1-0        |
| 1-0        | P.Tolmezzo-CentroMobile | 1-4        |
| 3-1        | SPAL-Fontanafredda      | 1-2        |
| 1-1        | P.Cervignano-Lucinico   | 0-0        |

| andata     | 12ª giornata             | ritorno    |
| 05.12.1982 |                          | 24.04.1983 |
| 1-0        | Cordenonese-O.Sanvitese  | 1-4        |
| 0-0        | Pasianese-Lucinico       | 0-0        |
| 1-0        | Tarcentina-Valnatisone   | 0-1        |
| 0-0        | Cormonese-P.Cervignano   | 0-1        |
| 0-0        | Edile-Azzanese           | 0-1        |
| 1-0        | SPAL-P.Tolmezzo          | 1-4        |
| 1-1        | CentroMobile-Ponziana    | 1-1        |
| 1-0        | Fontanafredda-I.Turriaco | 1-1        |

| andata     | 15ª giornata             | ritorno    |
| 09.01.1983 |                          | 22.05.1983 |
| 0-0        | I.Turriaco-Ponziana      | 0-4        |
| 2-2        | Pasianese-Tarcentina     | 2-1        |
| 0-0        | Cormonese-Lucinico       | 0-2        |
| 0-1        | Valnatisone-Cordenonese  | 1-1        |
| 0-1        | Edile-SPAL               | 0-1        |
| 0-2        | P.Tolmezzo-Fontanafredda | 1-2        |
| 0-1        | O.Sanvitese-P.Cervignano | 2-1        |
| 1-1        | CentroMobile-Azzanese    | 0-0        |

## Coppa Italia Dilettanti
| Squadra 1                                                                                            | Totale    | Squadra 2                         | Andata | Ritorno |
| --- | --------- | --------------------------------- | ------ | ------- |
| PRIMO TURNO 5 e 12 settembre 1982                                                                    |           |                                   |        |         |
| Fontanafredda                                                                                        | 1 - 1 gfc | Cordenonese                       | 1 - 1  | 0 - 0   |
| Azzanese                                                                                             | 9 - 3     | Centro del Mobile                 | 3 - 1  | 6 - 2   |
| SPAL Cordovado                                                                                       | 2 - 1     | Orcenico Sanvitese                | 0 - 1  | 2 - 0   |
| Pro Tolmezzo                                                                                         | 2 - 2 gfc | Tarcentina                        | 0 - 0  | 2 - 2   |
| Valnatisone                                                                                          | 6 - 4     | Pasianese                         | 2 - 1  | 4 - 3   |
| Pro Cervignano                                                                                       | 3 - 2     | Isonzo Turriaco                   | 1 - 0  | 2 - 2   |
| Cormonese                                                                                            | 2 - 4     | Lucinico                          | 2 - 1  | 0 - 3   |
| Ponziana                                                                                             | 4 - 1     | Edile Adriatica                   | 3 - 0  | 1 - 1   |
| SECONDO TURNO 30 settembre e 14 ottobre 1982                                                         |           |                                   |        |         |
| SPAL Cordovado                                                                                       | 3 - 2     | Azzanese                          | 2 - 2  | 1 - 0   |
| Pro Tolmezzo                                                                                         | 2 - 2 gfc | Valnatisone                       | 1 - 0  | 1 - 2   |
| Cordenonese                                                                                          | 2 - 2 gfc | Pro Cervignano                    | 2 - 1  | 0 - 1   |
| Lucinico                                                                                             | 4 - 2     | Ponziana                          | 2 - 1  | 2 - 1   |
| Col terzo turno le 4 squadre superstiti si incrociano con le squadre provenienti dalle altre regioni |           |                                   |        |         |
| TERZO TURNO 4 e 18 novembre 1982                                                                     |           |                                   |        |         |
| SPAL Cordovado                                                                                       | 0 - 1     | Intim Helen Telgate (Lombardia/C) | 0 - 0  | 0 - 1   |
| (Veneto/B) Fiesso d'Artico                                                                           | 2 - 1     | Pro Tolmezzo                      | 0 - 0  | 2 - 1   |
| Pro Cervignano                                                                                       | 2 - 2 gfc | Alpilatte Zanè (Veneto/A)         | 0 - 0  | 2 - 2   |
| Lucinico                                                                                             | 2 - 2 gfc | Vazzolese (Veneto/B)              | 2 - 2  | 0 - 0   |
| QUARTO TURNO 8 e 22 dicembre 1982                                                                    |           |                                   |        |         |
| (Veneto/B) Montello                                                                                  | 1 - 3     | Pro Cervignano                    | 1 - 1  | 0 - 2   |
| QUINTO TURNO 9 e 21 gennaio 1983                                                                     |           |                                   |        |         |
| Pro Cervignano                                                                                       | 1 - 2     | Intim Helen Telgate (Lombardia/C) | 0 - 0  | 1 - 2   |